# Río San Pedro (Chile, Provinz Valdivia)
Der Río San Pedro ist ein Fluss im Süden Chiles in der Provinz Valdivia. Er ist schiffbar, als gutes Fischereigebiet bekannt und bestens geeignet zum Rafting.

## Hydrologie
Er transportiert Wasser vom Lago Riñihue, dem letzten der Sieben Seen, zum Río Calle Calle, der in Valdivia zum Río Valdivia wird und in der Bahía de Corral in den Pazifik mündet. Die mittlere Abfluss beträgt 396,5 m³/s mit einem Maximum von 701 m³/s im Winter (Juni) und einem Niedrigabfluss von 140 m³/s im Sommer (März). 

## Historie
Am 2. März 1960 erschütterte ein Erdbeben der Stärke 9,5 auf der Richterskala die Region und der Rio San Pedro wurde an drei Stellen durch Murenabgänge in seinem Fluss blockiert. Die ausgelösten Flutwellen ließen den Wasserspiegel des Sees Riñihue 15 Meter über seine normale Höhe ansteigen. Durch kontrollierte Hochwasserentlastungen konnten größere Schäden vermieden werden. In Küstennähe entstanden Tsunamis mit bis zu 25 Metern Höhe, deren Auswirkungen im gesamten Pazifikraum bis hin nach Japan zu spüren waren.
Ein ähnlich starkes Erdbeben hatte den Flusslauf bereits am 16. September 1575 verschüttet. Als nach sieben Monaten die Staustelle aufbrach, verwüstete im April 1576 eine gigantische Flutwelle innerhalb von nur fünf Stunden das gesamte Tal des San Pedro mit katastrophalen Auswirkungen auf die Anrainersiedlungen. Obwohl Valdivia noch rechtzeitig evakuiert, wurde starben 1200 Menschen und die Stadt wurde vollständig zerstört.

## Biologie
Das Wasser ist teilweise stark belastet durch unkontrollierte Einleitung von Fäkalien und Industrieabwässern. Dennoch sind im Rio San Pedro zwölf endemische Arten anzutreffen, beispielsweise Süßwasserkrabben, Regenbogenfische, chilenische Silberbarsche, Welse und zahllose Insekten, aber auch eingeführten Arten wie Regenbogenforellen, Lachs und argentinische Karpfen.